# Live + 1
Live+1 es un EP de 1988 de la banda de hard rock Frehley's Comet. Estaba destinado a servir como un recurso provisional hasta el lanzamiento del segundo álbum de estudio del grupo, Second Sighting. Las primeras cuatro canciones se grabaron en vivo en el Aragon Ballroom en Chicago, Illinois, el 4 de septiembre de 1987. La última canción, "Words Are Not Enough", es una versión más corta de una grabación de demostración que el grupo realizó en 1985.

## Lista de canciones
| N.º | Título                                      | Líder Vocal | Duración |  |
| 1.  | «Rip It Out» (En vivo)                      | Ace Frehley | 4:34     |  |
| 2.  | «Breakout» (En vivo)                        | Tod Howarth | 7:32     |  |
| 3.  | «Something Moved» (En vivo)                 | Tod Howarth | 3:57     |  |
| 4.  | «Rocket Ride» (En vivo)                     | Ace Frehley | 4:34     |  |
| 5.  | «Words Are Not Enough» (Canción de estudio) | Ace Frehley | 3:25     |  |

## Personal

### Frehley's Comet
- Ace Frehley - guitarras , voz principal y coros
- Tod Howarth - guitarras, teclados , voz principal y coros
- John Regan - bajo y coros
- Anton Fig – batería y percusión

### Producción
- Andy Johns - ingeniero
- Isa Helderman, Kathy Yore, Mark Harder, Timothy R. Powell: ingenieros asistentes
- Scott Mabuchi - mezcla, productor en la pista 5
- Danny Mormando, Jeff Abigzer - asistentes de mezcla
- Eddie Kramer - productor en la pista 5
- Dennis King - masterización

## Gráfico de posición
| Chart (1988)     | Peak position |
| ---------------- | ------------- |
| US Billboard 200 | 84            |